# Vragen des Tijds

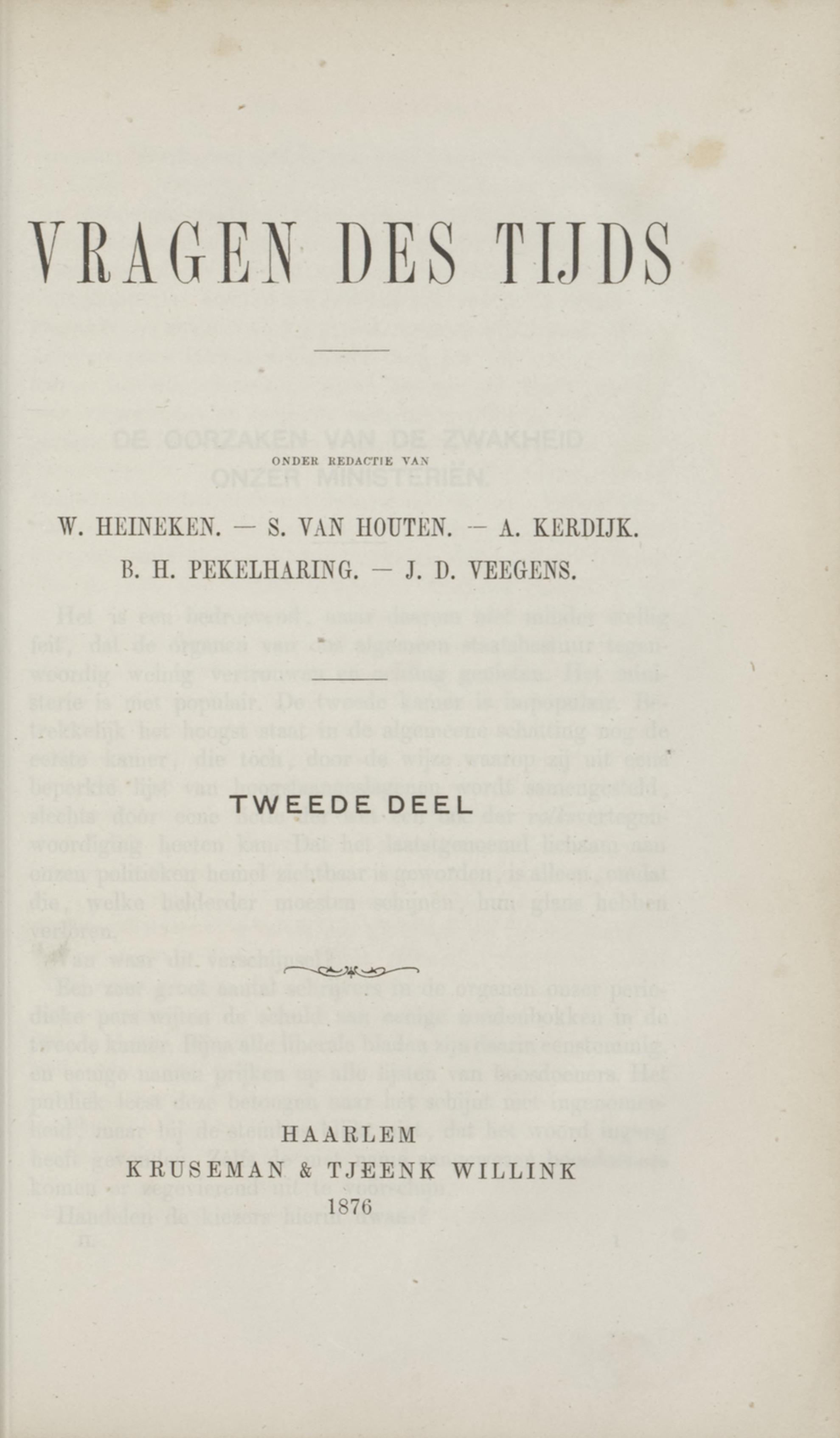
Het omslag van Vragen des Tijds in het oprichtingsjaar.

Vragen des Tijds was een Nederlands tijdschrift van links-liberale signatuur, opgericht in 1874 en uitgegeven door Kruseman & Tjeenk Willink. 

## Geschiedenis

### Oprichting
Omstreeks 1873 had Arie Cornelis Kruseman het idee opgevat een tijdschrift te starten dat podium zou bieden aan vernieuwingsgezinde ('geavanceerde') liberalen. Deze overwegend jonge liberalen hadden kritiek op het economische laissez faire-denken van klassieke liberalen, dat in hun ogen geen antwoord bood op de Sociale kwestie. Tjeenk Willink benaderde Jacob Dirk Veegens als secretaris van de redactie. Andere redacteuren van de eerste lichting waren Arnold Kerdijk, Wijnand Heineken, Balthus Pekelharing en Samuel van Houten.
De komst van het tijdschrift werd met argwaan bezien door meer gevestigde liberalen, die zich zorgen maakten over 'partijvorming' en in het tijdschrift een uitdager van De Gids vreesden te zien.

## Profiel
Vragen des Tijds plaatste artikelen van een vaste groep van auteurs die overwegend links-liberale opvattingen uitdroegen. De meeste artikelen betroffen economische en politieke onderwerpen. Vaste auteurs van het blad waren onder meer de invloedrijke politici Hendrik Goeman Borgesius en Wim Treub.

## Scheuring
De redactieleden van het eerste uur vormden bijna 25 jaar een vaste groep. Tijdens de kiesrechtstrijd tussen Takkianen en anti-Takkianen in 1893-1894 scheurde de redactie uiteen. De overige redacteuren dwongen Van Houten tot vertrek, omdat hij zich tegen het kiesrechtvoorstel van Johannes Tak van Poortvliet had gekeerd, dat moest voorzien in een ruimer kiesrecht. 